# かみのけ座超銀河団
かみのけ座超銀河団（かみのけざちょうぎんがだん、Coma Supercluster）とは、地球から見てかみのけ座の方向に約3億光年離れた位置にある超銀河団である。初めて発見された宇宙の大規模構造である。

## 発見
かみのけ座超銀河団は、1978年にスティーブ・グレゴリー (Stephen A. Gregory) とレアード・トンプソン (Laird A. Thompson) によって発見された超銀河団である。彼らは238個の銀河の赤方偏移の値を測定し、距離に基づいて銀河を分布したところ、銀河の配置から、かみのけ座銀河団としし座銀河団の間が別の銀河団や銀河群によってつながっている事を発見した。また、かみのけ座超銀河団の構造が判明したため、かみのけ座超銀河団によって形作られるかみのけ座ボイドが同時に発見されている。かみのけ座超銀河団とかみのけ座ボイドの発見は、その少し前に示唆されていた、宇宙の銀河の分布が、泡のように三次元的に広がった銀河が希薄な空間と、その泡の間となる壁に銀河が密集する構造を持つという宇宙の泡構造説を支持するものであった。この泡構造は当初支持されなかったが、1987年にペルセウス座・うお座超銀河団、1989年にCfA2グレートウォールが発見されるようになると、徐々に支持を得るようになった。また、かみのけ座超銀河団の発見によって、かみのけ座銀河団についての論文は1997年から2001年の間で125本も書かれた。これはおとめ座銀河団とほぼ同じ数である。なお、しし座銀河団についての論文は同じ期間で11本であるが、これはかみのけ座銀河団と比べ、しし座銀河団は銀河が少ないからである。

## 構造

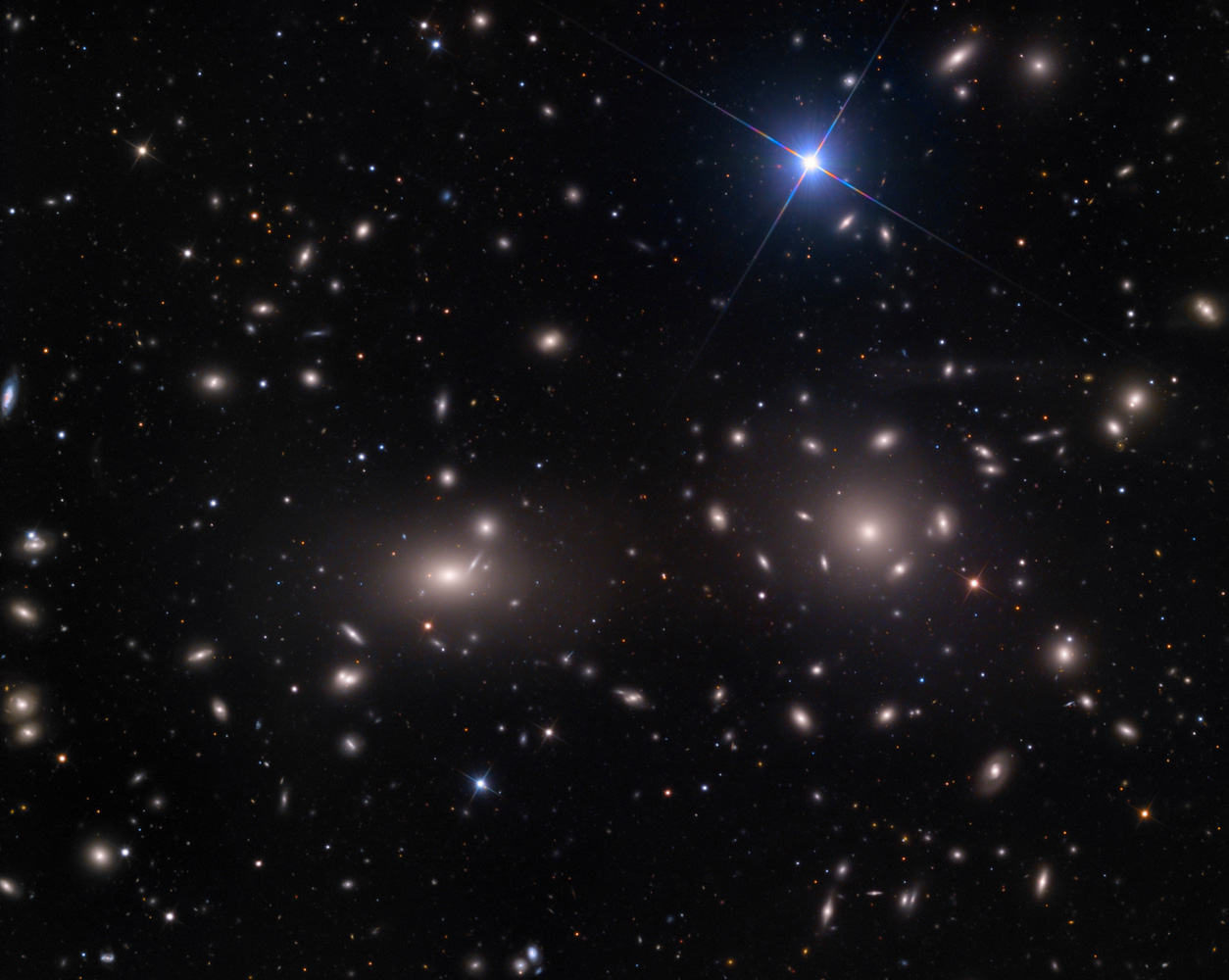
かみのけ座銀河団は、かみのけ座超銀河団の主要な構成要素である。

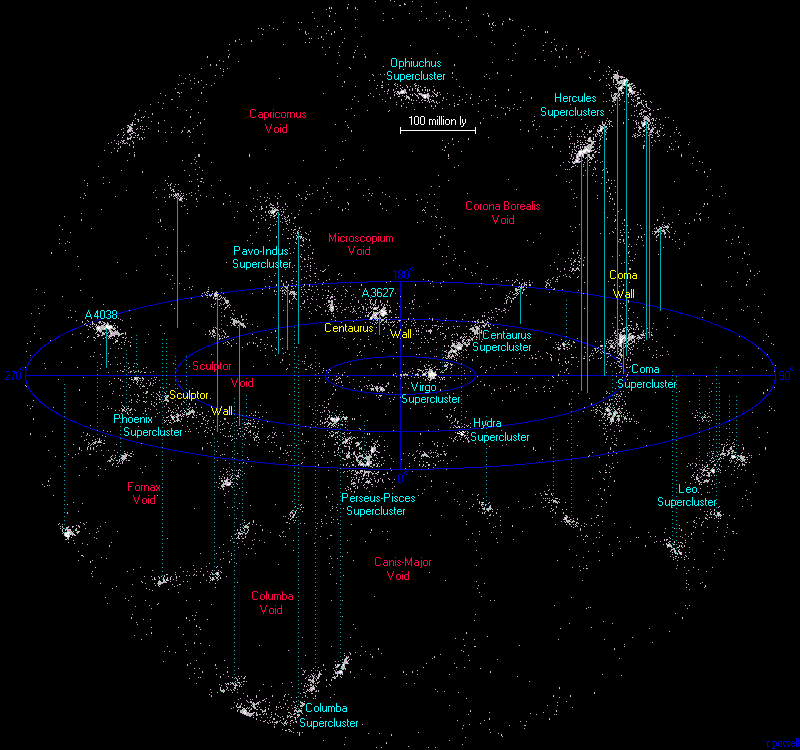
地球近傍の宇宙の大規模構造の図。かみのけ座超銀河団はComa Wallと名づけられているCfA2グレートウォールの一部であることが分かる。

かみのけ座超銀河団は、主にかみのけ座銀河団としし座銀河団で構成されている。そしてその間を結ぶ、NGC 3937、NGC 4065、NGC 4169、NGC 4615などの銀河群や銀河クラウドを含む。確認されているだけでも3000個以上の銀河を保有している。かみのけ座超銀河団より近い位置にある超銀河団はあるが、最初にかみのけ座超銀河団が発見されたのは、銀河系の物質密度が薄いため、観測条件が良かったからである。
かみのけ座超銀河団は、自身で形作られているかみのけ座ボイドを持っている。後に発見される多くの超空洞と比べるとかなり小さい大きさを持つ。
現在ではかみのけ座超銀河団は、かみのけ座フィラメントという更に巨大な構造の一部である事が判明している。また、かみのけ座超銀河団はCfAホムンクルスの大部分を形成している。そして、かみのけ座フィラメントとCfAホムンクルスを含む更に巨大なCfA2グレートウォールの構造の一部である。なお、CfA2グレートウォールはかみのけ座ウォールとも呼ばれ、かみのけ座超銀河団はCfA2グレートウォールのちょうど中心部に存在する。また、かみのけ座超銀河団は、北ローカル・スーパーボイドと南ローカル・スーパーボイドの外側を構成している超銀河団の一部である。
かみのけ座超銀河団は、CfA2グレートウォールを通じてヘルクレス座超銀河団と、CfAホムンクルスを通じておとめ座超銀河団とつながっている。

## 主な銀河
- NGC 3842 - 泡構造の推定に使われた、しし座銀河団の銀河[5]。
- NGC 3937 - しし座銀河団のすぐ近くに銀河群を形成している[1]。
- NGC 4065 - しし座銀河団のすぐ近くに銀河群を形成している[1]。
- NGC 4169 - 銀河群を形成している[1]。
- NGC 4615 - 銀河クラウドを形成している[1]。
- NGC 4874 - かみのけ座銀河団の中で最も明るい銀河の1つ。泡構造の推定に使われた[5]。
- NGC 4889 - かみのけ座銀河団の中で最も明るい銀河の1つ。
- NGC 4911